# おのまきこ
おのまきこ（1976年11月23日 - ）は、日本の女性シンガーソングライター、ボーカリスト、ピアニスト、キーボーディスト、作詞家、作曲家、編曲家。花*花と音光明媚のメンバー。兵庫県高砂市出身。所属芸能事務所はオフィスハナタバ合同会社で、業務提携先はサンミュージック出版。所属レコード会社はユニバーサルミュージックで、レーベルはLighthouse Music。

## 概要
兵庫県高砂市にある音楽学校の甲陽音楽学院（現在の神戸・甲陽音楽&ダンス専門学校）にプロミュージシャン科ジャズピアノ専攻として在籍。1995年にプロミュージシャン科ヴォーカル専攻に在籍していたこじまいづみと知り合いデュオ・花*花を結成する。1998年にA'zip Musicからシングル「〜こたつと毛ガニの巻〜」でインディーズデビュー、2000年にワーナーミュージック・ジャパンからシングル「あ〜よかった（setagaya-mix）」でメジャーデビューを果たす。
デュオではボーカルとコーラス、ピアノ、キーボードを主に、楽曲によりピアニカも担当している。また、こじま同様に作詞と作曲、編曲も自ら手掛ける。
所属事務所であるA'zip Musicの親会社がクレーンゲームのぬいぐるみを作っており、工場のある中国がSARSコロナウイルスの影響で経営不振に陥ったため音楽事業の打ち切りを決定。2003年にA'zip Musicが倒産により所属事務所を失い活動休止する。
活動休止後は各々ソロで活動し、2006年より新たに芸能事務所としてアスタエンタテインメントに在籍し活動再開。男女混成4人組のバンド・音光明媚を結成する。同年にアスタエンタテインメントからユニバーサルミュージック流通で1stアルバム『音光明媚』を発売する。また、上述の自身の出身校で講師としても登壇している。
2009年にカバーアルバム『Origin』を発売しソロデビューも果たすが、同年に花*花が活動再開後は音光明媚共々公に発表されることはなく活動は停滞している。
メジャーデビュー20周年を迎えた2020年に心機一転、サンミュージック出版を業務提携に個人事務所・オフィスハナタバ合同会社を設立。レコード会社をユニバーサルミュージックに移籍しベストアルバム『2×20』で再メジャーデビューを果たした。

## 音光明媚メンバー
| 名前       | パート                 | 出身地 |
| ---------- | ---------------------- | ------ |
| おのまきこ | ボーカル、ピアノ、作詞 | 兵庫県 |
| 白石貴史   | ギター、作曲           | 大阪府 |
| 笹井克彦   | ベース                 | 大阪府 |
| 梶原大志郎 | ドラムス               | 大阪府 |

## 提供楽曲
- 小池リサ
  - 天使の奇跡（作詞・作曲・編曲）
  - 君の想い（作詞・作曲・編曲）

## 出演

### ラジオ
| タイトル             | 放送局     | 放送日時      |
| -------------------- | ---------- | ------------- |
| 服部直樹の全開月曜日 | 和歌山放送 | 2018年6月18日 |